# Казал Велино
Каза̀л Велѝно (на италиански: Casal Velino; на неаполитански: Casalicchio, Казаликио) е градче и община в Южна Италия, провинция Салерно, регион Кампания. Разположено е на 170 m надморска височина. Населението на общината е 4995 души (към 2010 г.).